# کونیشو
کونیشو (انگلیسی: Conisch؛ زادهٔ ۱۹ آوریل ۱۹۸۱) آهنگساز، موسیقی‌دان، تهیه‌کننده اهل ژاپن است.